# No Sweat (Blood, Sweat & Tears)
No Sweat è il sesto album in studio del gruppo rock statunitense Blood, Sweat & Tears, pubblicato nel 1973.

## Tracce
1. Roller Coaster (Mark James) – 3:23
2. Save Our Ship (George Wadenius, Cynthia Weil) – 3:43
3. Django (An Excerpt) (John Lewis) – 2:08
4. Rosemary (Randy Newman) – 3:13
5. Song for John (Lou Marini) – 2:53
6. Almost Sorry (Jeff Kent, Doug Lubahn) – 6:26
7. Back Up Against the Wall (Buddy Buie, James Cobb) – 3:21
8. Hip Pickles (Marini) – 1:31
9. My Old Lady (Wadenius, Weil) – 3:15
10. Empty Pages (Jim Capaldi, Steve Winwood) – 3:15
11. Mary Miles (Michael Rabon) – 2:26
12. Inner Crisis (Larry Willis) – 5:40

## Formazione
- Jerry Fisher – voce
- Dave Bargeron – trombone, tuba, corno, cori
- Lew Soloff – tromba
- Bobby Colomby – batteria, percussioni, cori
- Jim Fielder – basso, cori
- Tom Malone – tromba, violino a dodici corde
- Lou Marini – woodwinds
- Georg Wadenius – chitarra, cori
- Larry Willis – tastiere
- Paul Buckmaster – sintetizzatori, arrangiamenti
- Steve Katz – chitarra
- David Hentschel – sintetizzatore
- Chuck Winfield – tromba, flicorno, corno francese
- Frank Ricotti – percussioni
- Jimmy Maelen – percussioni
- Joshie Armstead – cori
- Valerie Simpson – cori
- Maretha Stewart – cori